# Lowville (Nowy Jork)
Lowville – miasto w Stanach Zjednoczonych, w stanie Nowy Jork, w hrabstwie Lewis.